# Käringmossen
Käringmossen (finska: Ämmässuo), är en stadsdel i Esbo stad. Den gränsar i norr och öst till Kolmpers, i söder till Esbogård och i väst med Kyrkslätt. Käringmossen hör administrativt till Gamla Esbo storområde. I Käringmossen finns Käringmossens avfallshanteringscentral.

## Namn
Bakom namnet Käringmossen ligger det gamla mossnamnet Käringmossen. Det parallella namnet Stora Käringmossen är känt åtminstone sedan år 1832. Området var ursprungligen ett kärr- och bergsområde i utmarkerna. Namnet Käringmossen togs i bruk som områdesnamn på 1980-talet, då avfallscentralen inledde sin verksamhet. Det blev namnet på stadsdelen år 2008.